# Onryō

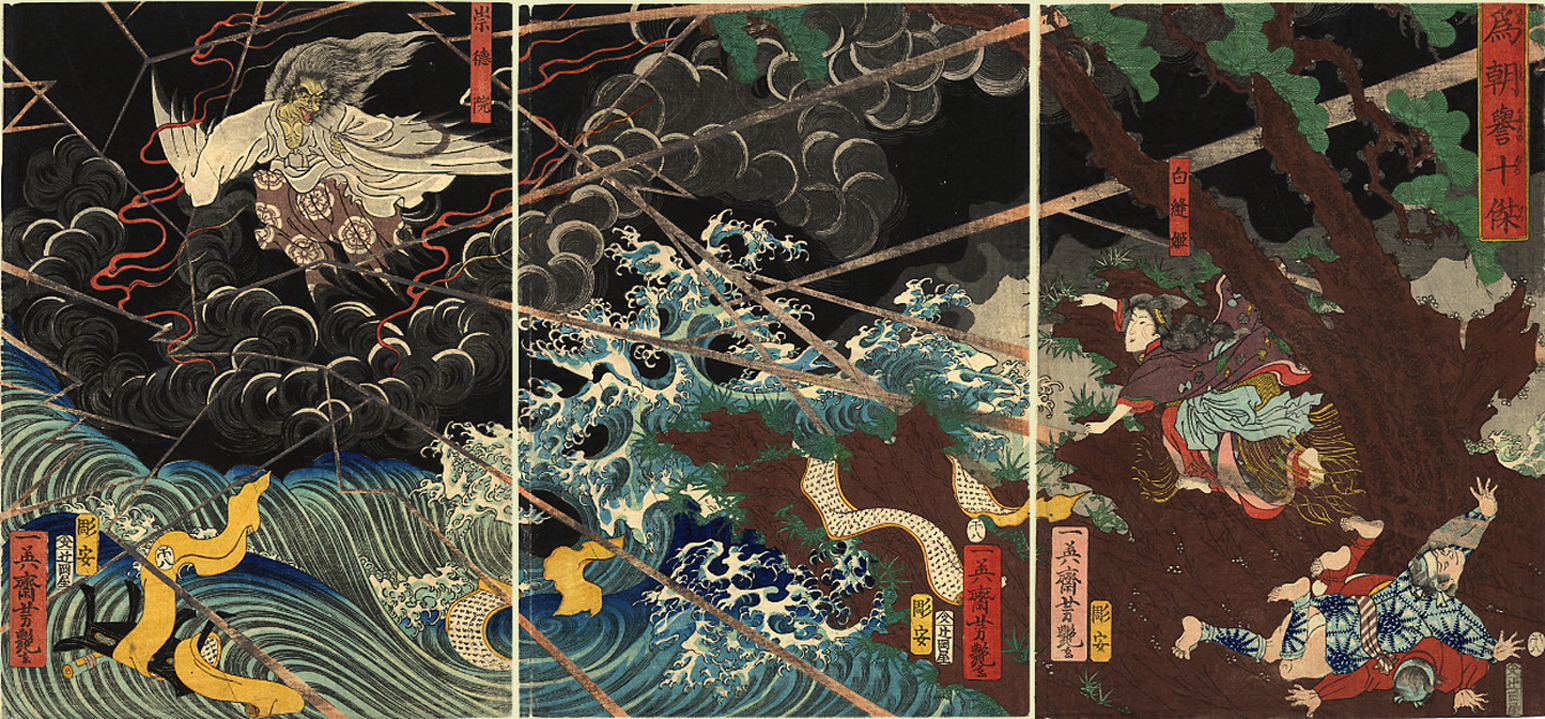
Ukiyo-e de Utagawa Yoshitsuya retrata o momento em que o Imperador Sutoku, que morreu no exílio, se tornou um onryō.

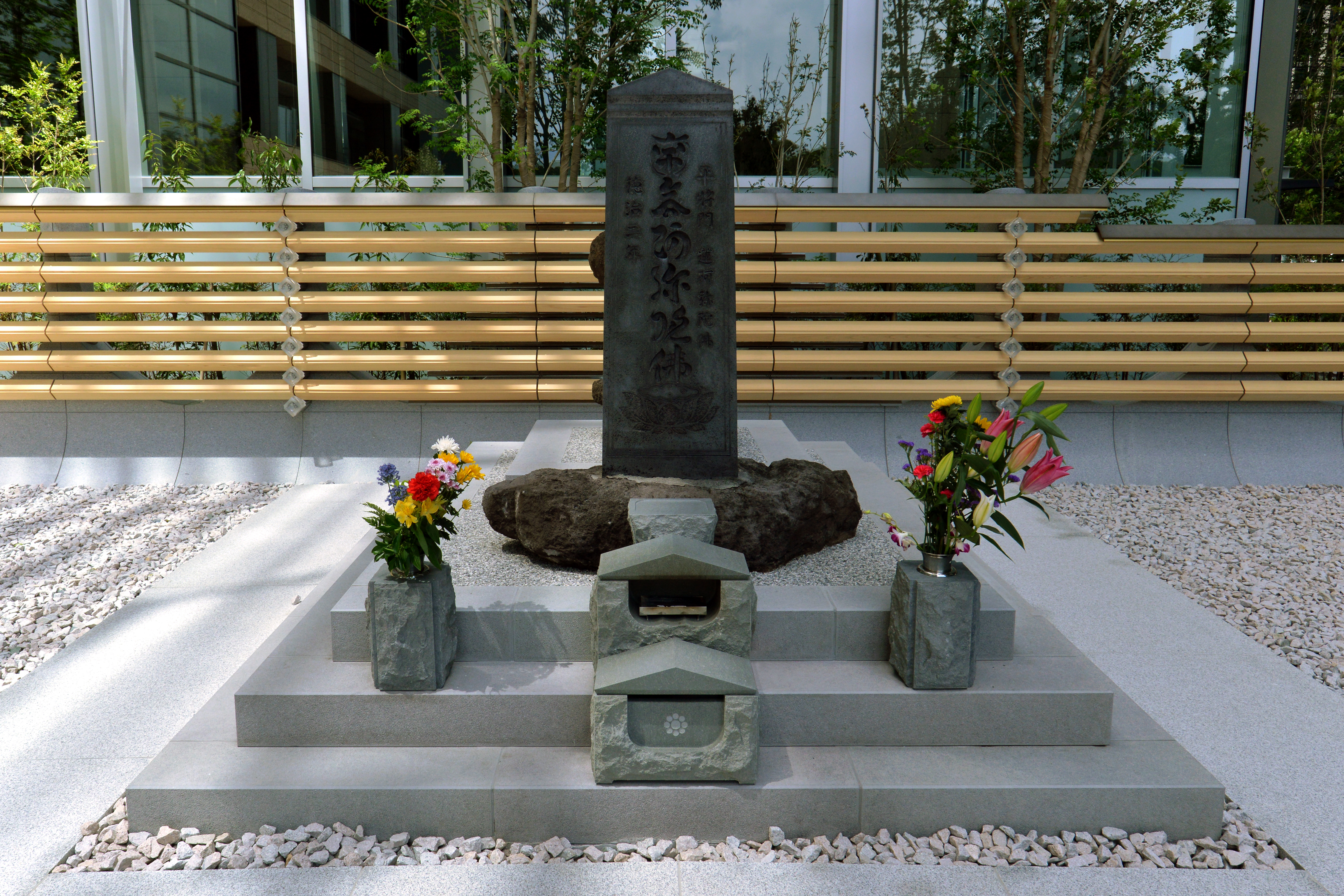
A lápide de Taira no Masakado, localizada entre os arranha-céus de Ōtemachi, perto da Estação de Tóquio, foi reformada em 2021, quando os arranha-céus ao redor foram reconstruídos, mas a lápide nunca foi movida.

Nas crenças tradicionais e na literatura japonesa, onryō (怨霊, lit.  "espírito vingativo", às vezes traduzido como "espíritos coléricos", "espíritos de ódio", "espíritos ressentidos", "espíritos implacáveis", "espíritos invejosos", "espíritos sombrios", "espíritos caídos" ou "espíritos abatidos")  são um tipo de fantasma (yūrei) que se acredita ser capaz de causar danos no mundo dos vivos, ferindo ou matando inimigos, ou mesmo causando desastres naturais para se vingar e "reparar" os erros que recebeu enquanto vivo, e então tirar seus espíritos de seus corpos moribundos. Onryō são frequentemente retratadas como mulheres injustiçadas, traumatizadas, invejosas, decepcionadas, amarguradas ou simplesmente enfurecidas pelo que aconteceu durante a vida e que buscam vingança na morte. Esses tipos de fantasmas parecem extremamente vingativos, implacáveis, sem coração, brutais, cruéis, perturbados, egoístas, sanguinários e de coração frio.
Imperador Sutoku, Taira no Masakado e Sugawara no Michizane são chamados de os Três Grandes Onryō do Japan (日本三大怨霊, Nihon Sandai Onryō)  porque são considerados os onryō mais poderosos e reverenciados da história japonesa. Depois que morreram de ressentimento e raiva, houve uma série de mortes de oponentes políticos, desastres naturais e guerras, e os governantes os consagraram como kami e os deificaram em santuários xintoístas para apaziguar o ressentimento e a raiva que os transformaram em onryō.
Onryō are used as subjects in various traditional Japanese performing arts such as Noh, Kabuki, and Rakugo; for example, hannya is a Noh mask representing a female onryō.
A reverência do povo japonês pelo onryō foi transmitida até os dias atuais. O monte principal de Taira no Masakado (将門塚, Masakado-zuka or Shōmon-zuka) , localizado entre arranha-céus perto da Estação de Tóquio, deveria ser movido várias vezes como parte de projetos de reconstrução urbana, mas cada mudança resultou na morte de um trabalhador da construção civil e em uma série de acidentes. Embora os edifícios ao redor do monte Taira no Masakado tenham sido reconstruídos muitas vezes, o monte permaneceu intacto entre os edifícios altos. Ainda hoje, o monte é cuidadosamente mantido.